# PSM3
PSM3 (abreviatura de PlayStation 3 Magazine) fue una revista británica de videojuegos para videoconsolas de Sony, publicada mensualmente desde 2000 en el año 2012 .
El primer número de la revista se publicó en octubre de 2000 con el nombre de PSM2. La revista se convirtió rápidamente en una de las revistas no oficiales de PlayStation más populares en el Reino Unido. A partir del número 78, la revista cambió su nombre a PSM3 y se centró en la PlayStation 3, aunque la PlayStation 2 y la PlayStation Portable continuaron publicándose. En julio de 2011, PSM3 fue rediseñado para satisfacer las «necesidades del jugador adulto moderno».
El 13 de noviembre de 2012, se anunció que el editor cerraría PSM3 y Xbox World. El último número se publicó el 12 de diciembre de 2012.